# Monte Isola
Monte Isola är en ort och kommun på ön Monte Isola i Iseosjön i provinsen Brescia i regionen Lombardiet i Italien. Kommunen hade 1 709 invånare (2018).